# Josef Popper-Lynkeus
Josef Popper-Lynkeus (* 21. Februar 1838 in Kolín, Böhmen; † 22. Dezember 1921 in Wien) war ein österreichischer Sozialphilosoph, Erfinder und Schriftsteller. Sein Geburtsname war Josef Popper. Unter dem Pseudonym Lynkeus verfasste er einige soziologische und philosophische Schriften.

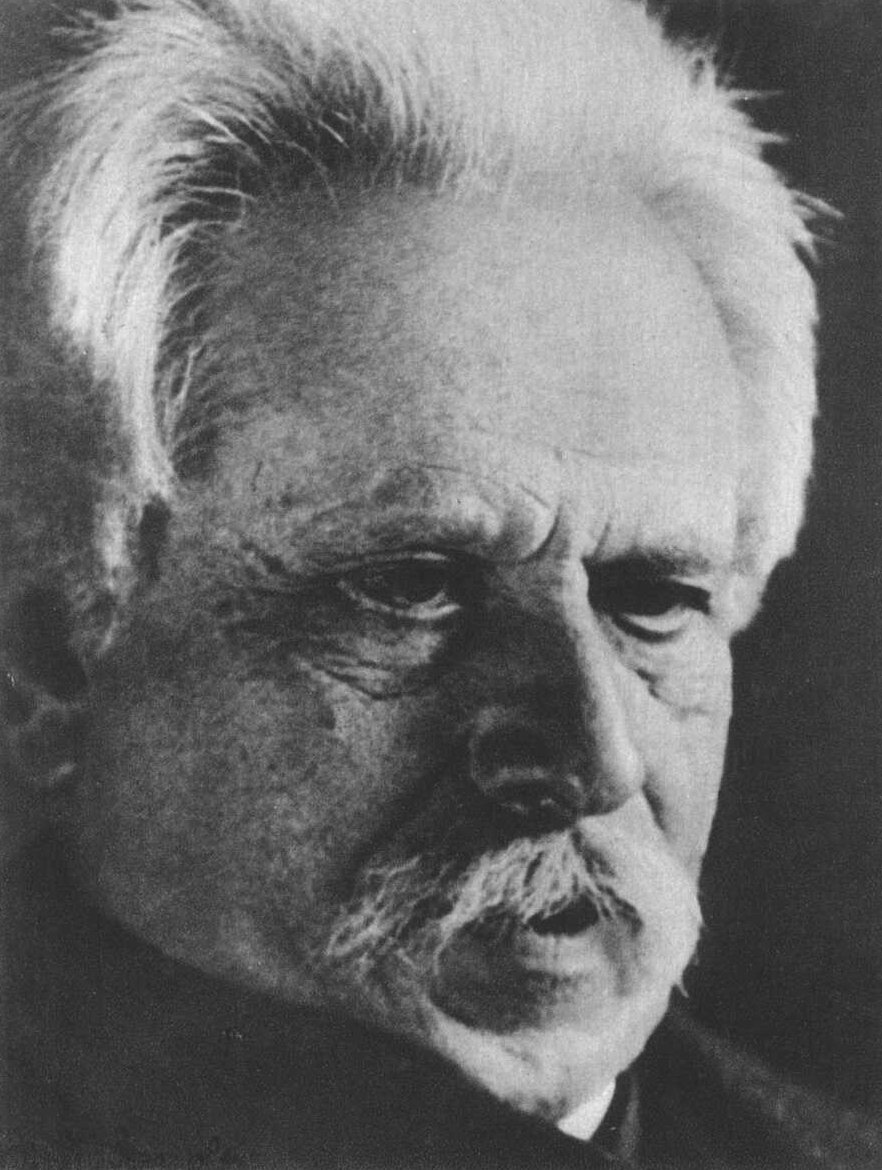
Josef Popper-Lynkeus (1917)

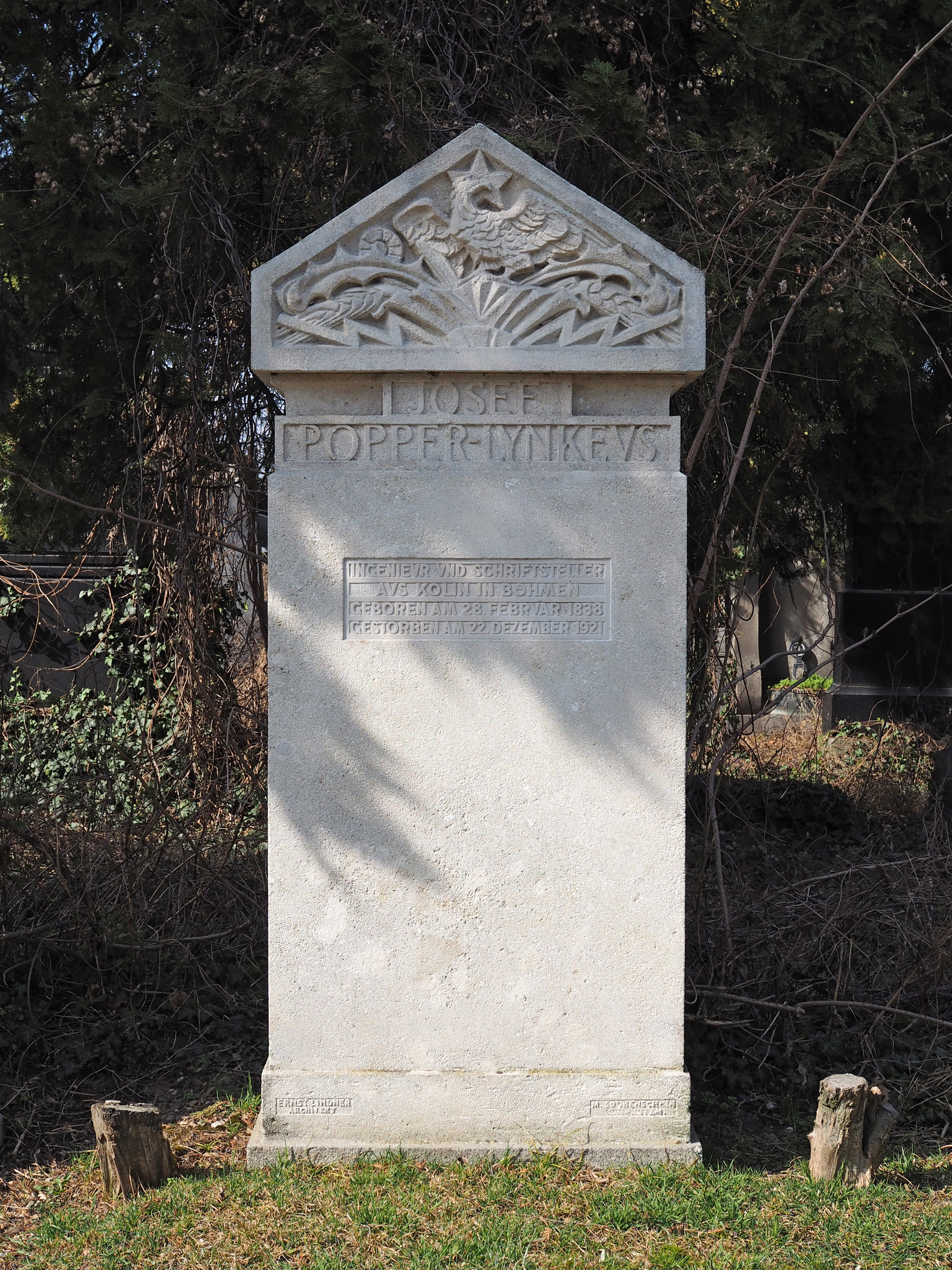
Grab von Josef Popper-Lynkeus auf dem Wiener Zentralfriedhof

## Leben
Josef Popper wurde als fünfter Sohn einer jüdischen Familie geboren; der Schriftsteller Friedrich Nork war ein Bruder seiner Mutter. Josef Popper war auch ein Onkel des österreichisch-britischen Philosophen Karl Popper. Er studierte am deutschen Polytechnikum in Prag Mathematik, Physik und Technik, aufgrund der staatlichen und kirchlichen Reglementierung, die Juden als Wissenschaftler im öffentlichen Betrieb Österreichs und Deutschlands quasi ausschloss, konnte er im wissenschaftlichen Bereich nie seinen Fähigkeiten und seinen exzellenten Zeugnissen entsprechend arbeiten.
Er arbeitete einige Jahre im Eisenbahndienst und, recht erfolglos, als Privatlehrer und Herausgeber einer Zeitung. Nebenbei studierte er an der Wiener Universität Nationalökonomie, Kulturgeschichte und Ästhetik.
Während seiner beruflichen Laufbahn als Ingenieur meldete er eine Reihe von Patenten an und veröffentlichte allgemeine naturwissenschaftliche Arbeiten. Den als Automobilpionier und Erfinder bekannt gewordenen deutschen Mechaniker Siegfried Marcus, der lange in Wien lebte, lernte er persönlich kennen und rühmte dessen elektrotechnisches Schaffen in seinen Memoiren.
Bekannt wurde er jedoch für seine Arbeiten über sozialreformistische Fragen, die in seiner „allgemeinen Nährpflicht“ mündeten. Diese Grundidee formulierte er in drei Etappen, 1887 zuerst in Das Recht zu leben und die Pflicht zu sterben, dann in Das Individuum und die Bewertung menschlicher Existenzen und schließlich 1912 in: Allgemeine Nährpflicht als Lösung der sozialen Frage.
Not und Armut nicht bloß zu lindern, sondern überhaupt zu verhindern, ist das zentrale Anliegen dieses österreichischen Sozialreformers und Ethikers. In seinen Schriften über Staatswesen, Recht, Ethik, Religion und Sozialpolitik tritt er für die persönliche und politische Freiheit des Individuums ein, verurteilt Krieg und Wehrpflicht, kritisiert Intoleranz, sexuelle Heuchelei und jeden religiösen Glauben. Herausragend unter vielen anderen Reformideen jener Zeit ist sein, mathematisch als durchführbar behauptetes Modell einer „Allgemeinen Nährpflicht“, durch welches eine bedingungslose, materielle Grundsicherung Aller könnte möglich sein.
Die Grundlage seines Programms bildet seine Vorstellung von Gerechtigkeit, Menschenwürde und Organisation der Gesellschaft, die in seinem Werk Allgemeine Nährpflicht an vielen Stellen zum Ausdruck kommt.
Im Rahmen seiner „Allgemeinen Nährpflicht“ wird das Existenz-Minimum an jeden Staatsangehörigen in Naturalien ausgegeben, so z. B. Essen in öffentlichen Speisehäusern, Kleider und sonstige Gegenstände in Staats-Magazinen; Wohnungen werden zugewiesen. Jeder und jede muss einen mehrjährigen Pflicht-Arbeitsdienst in der „Nährpflicht-Armee“ leisten, erhält danach aber bis zum Lebensende ohne weitere Bedingungen seinen Grundbedarf und kann tun und lassen, was er will. Eine außerordentlich mächtige Behörde (Minimum-Institution, Behörde für Lebenshaltung) soll alles koordinieren und regeln.
Parallel dazu existiert die freie Wirtschaft nach wie vor, doch aus den Grundbedarfsgütern (Wohnung, Nahrung, Kleidung, Medizinische Hilfe, Bildung), die zur Befriedigung einer „behaglichen Existenz“ nötig sind, kann kein Profit mehr gezogen werden. Jede und jeder kann nach dem Dienst in der Nährpflicht-Institution (vergleichbar einem Sozialdienst, jedoch als eine Art Versicherung auf Lebenszeit) in der freien Wirtschaft tätig werden, Geld verdienen und sich die nicht unbedingt nötigen Güter („Luxusgüter“) kaufen. Eine Art „Taschengeld“ ist allerdings jederzeit verfügbar.
Seine sozialphilosophischen Betrachtungen erschienen zunächst unter dem Pseudonym Lynkeus. Erst im Laufe der Zeit wurde die Identität des Autors mit dem Ingenieur Popper öffentlich bekannt. Seither hat sich der Schriftstellername Popper-Lynkeus eingebürgert.

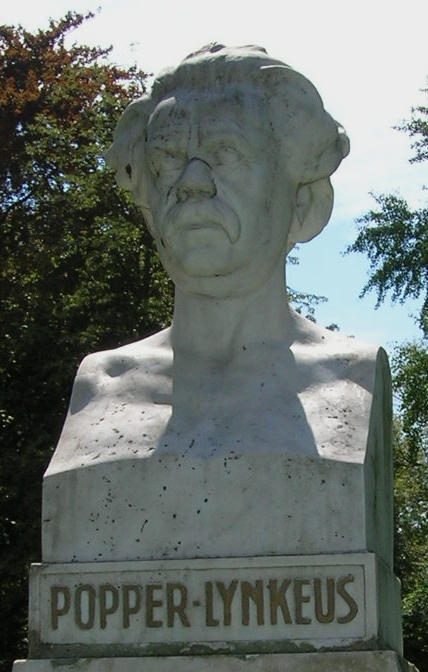
Lynkeus-Büste des Bildhauers Hugo Taglang im Wiener Rathauspark

Josef Popper-Lynkeus wurde auf dem Wiener Zentralfriedhof in einem Ehrengrab (Tor 1, Gruppe 52 a, Reihe 1, Nr. 20) der Israelitischen Kultusgemeinde Wiens beigesetzt.
1924 wurde nach ihm in Wien-Hietzing eine Verkehrsfläche Lynkeusgasse benannt.

## Rezeption
Großes Aufsehen erregte Popper-Lynkeus’ Buch „Phantasieen eines Realisten“ (1899 unter dem Pseudonym Lynkeus veröffentlicht), eine Sammlung von 80 Anekdoten und Geschichten. In Österreich-Ungarn und Russland wurde das Buch schließlich „aus Gründen der Sittlichkeit“ konfisziert und war bis 1922 verboten. Einzelne pazifistische Geschichten aus dem Buch, vor allem „Auf dem Schlachtfeld“ und „Nach der Schlacht von Austerlitz“, wurden trotzdem in die meisten Kultursprachen übersetzt und machten ihren Autor so bekannt, dass ihn Besucher aus der ganzen Welt in Wien aufsuchten.
Albert Einstein hatte eine hohe Meinung von Joseph Popper-Lynkeus; nach Einsteins Worten gehörte er zu den „wenigen markanten Persönlichkeiten, in denen sich das Gewissen der Generation verkörperte. […] Die Gemeinschaft bzw. der Staat war ihm kein Fetisch; dessen Recht, vom Individuum Opfer zu fordern, gründete er einzig auf dessen Pflicht, dem Individuum, der Einzelpersönlichkeit eine harmonische Entwicklung zu ermöglichen.“

## Josef-Popper-Nährpflicht-Stiftung und -preis
Am 26. November 1986 wurde die Josef Popper-Nährpflicht-Stiftung an der Goethe-Universität in Frankfurt am Main gegründet.
Mit dem Josef Popper-Nährpflicht-Forschungspreis werden Forschungsergebnisse ausgezeichnet, die sich mit dem Armutsproblem oder mit dem Problem einer allgemeinen sozialen Grundsicherung in der Bundesrepublik Deutschland, in anderen Industriestaaten oder in der Dritten Welt auseinandersetzen. Die Arbeiten sollten einen Beitrag zu einer „Gesellschaft frei von Armut und Not“ leisten. Die Stiftung prämiert außerdem Arbeiten, die sich mit dem Werk Poppers beschäftigen.
Unter den Preisträgern sind unter anderem der Bundestagsabgeordnete Wolfgang Strengmann-Kuhn, der Philosoph Friedrich F. Brezina (Universität Wien) und der Professor für Neuere Geschichte und Zeitgeschichte Marcus Gräser.

## Schriften
- Das Recht zu leben und Die Pflicht zu sterben. Socialphilosophische Betrachtungen, anknüpfend an die Bedeutung Voltaire’s für die neuere Zeit. Zu seinem 100. Todestage (30. Mai 1878). Koschny, Leipzig 1878. (Vierte, unveränderte Auflage. Löwit, Wien 1924). – Volltext online (3. Auflage, 1903).
- Flugtechnische Studien. Ueber einige flugtechnische Grundfragen, anknüpfend an eine Besprechung des Buches: „Die Luftwiderstandsgesetze, der Fall durch die Luft und der Vogelflug“ von Herrn Fr. R. v. Loessl, vorgetragen am 4. Februar und 3. März 1896 im Wiener flugtechnischen Verein. Mayer & Müller, Berlin 1896. – Volltext online.
- Phantasieen eines Realisten. Carl Reißner, Dresden 1899. Volltext online = 2. unv. Aufl. 1900
- Voltaire. Eine Charakteranalyse, in Verbindung mit Studien zur Ästhetik, Moral und Politik. Reißer, Dresden 1905
  - 3. unv. Aufl. Im Auftrag des Verfassers herausgegeben von Margit Ornstein. Löwit, Wien 1925
- Das Individuum und die Bewertung menschlicher Existenzen. Reißner, Dresden 1910. Volltext online =2. unv. Auflage 1920
- Die allgemeine Nährpflicht als Lösung der sozialen Frage, eingehend bearbeitet und statistisch durchgerechnet. Mit einem Nachweis der theoretischen und praktischen Wertlosigkeit der Wirtschaftslehre. Reissner, Dresden 1912. Volltext online.
  - 2. Auflage, im Auftrag des Verfassers nach seinem Tod herausgegeben von Margit Ornstein. Rikola, Wien 1923
- Selbstbiographie. Verlag Unesma, Leipzig 1917. (Im Anhang drei Briefe von Julius Robert Mayer; Poppers Arbeit über J. R. Mayers „Mechanik der Wärme“; Historisches zur elektrischen Kraftübertragung; einige Besprechungen der „Phantasien eines Realisten“ und chronologisches Verzeichnis der Schriften des Verfassers u. a.) – Volltext online.
- Krieg, Wehrpflicht und Staatsverfassung. Rikola-Verlag, Wien 1921
- Über Religion. Im Auftrage des Verfassers aus seinem literarischen Nachlasse herausgegeben von Margit Ornstein. R. Löwit Verlag, Wien 1924
- Fürst Bismarck und der Antisemitismus. R. Löwit Verlag, Wien 1925
- Gespräche, mitgeteilt von Margit Ornstein und Heinrich Löwy, Vorwort Julius Ofner. R. Löwit Verlag, Wien 1925